# Слобода
Слобода́ (слобожа) — вид поселения или района города в истории России, Беларуси и Украины.
Слободой обычно назывался посад, жители которого занимались государственной службой (обеспечивали жизнедеятельность Русского государства) по тем или иным направлениям и именовались по их приказам или основным специалистам (чинам): ямская, торговая, кузнецкая, гончарная, пушкарская, стрелецкая, сокольничья, солдатская, матросская слободы и так далее. Слободы и дворцовые сёла на Руси составляли особые округа, которыми руководили дворцовые воеводы (самая большая должность). В начале XX века слободой обычно называлось большое село, имевшее более одной церкви и ярмарку, или промышленное, фабричное село, где крестьяне почти не пахали.

## История
Первое упоминание о слободах содержится в церковном уставе Владимира Святославича. Средневековые слободы могли быть обширными по территории и состоять как из одного, так и из многих селений. По подсчётам С. Б. Веселовского, в Северо-Восточной Руси к середине XV века насчитывалось 286 слобод, различных по занимаемой ими территории. Располагались они вблизи городов или же наоборот, у границ удельных княжеств.
В XII — первой половине XVI веков слобода — это отдельное поселение или группа поселений, в том числе около города-крепости, население которого временно освобождалось от местных повинностей (отсюда название «слобода» — свобода, то есть «свободное поселение»). Освобождение от государственных или феодальных повинностей, как правило, не было полным. Характер льгот менялся и зависел от времени и места. Первоначально жители поселений освобождались от уплаты податей и воинской повинности. Многие из таких поселений основывались на вновь осваиваемых землях, к примеру, слободскими казаками, и освобождение от податей побуждало заселять эти территории.
В первой половине XVIII века льготы были отменены и слободы превратились в обычные сёла или поселения городского типа. К 1900 году слободой, как правило, называлось «большое село, где более одной церкви, торг или ярмарка или волостное правление», а также «промышленное, фабричное село, где крестьяне почти не пашут».
В слободе имелись органы самоуправления — слободской сход, слободской староста. В городских слободах имелись братские дворы со съезжей избой, где располагались органы слободского самоуправления.

## Слободы в городах
В городах до XVIII века слобода — это небольшой городской район со своим самоуправлением. В Москве слободы делились на дворцовые и казённые, чёрные, владычные, иноземческие и военные; в XVII веке слобод и сотен там насчитывалось 116 штук. В Кремле слобод не было, в Китай-городе была только одна патриаршая Певческая слобода. В Замоскворечье было сосредоточено так много военных, что его все называли Стрелецкой слободой.
В первые годы после Смутного времени резко возросло число белых слобод, не несущих государственного тягла и принадлежащих феодалам, в пользу которых слободские люди «закладывались» и несли облегчённое тягло. В противоположность белой слободе, все жители тяглой слободы переписывались, и слобода несла тягло по результатам этой переписи, несмотря на то, что некоторые жители успели лично «обелиться». Закладничество под власть крупных феодалов приняло такие размеры, что в 1619 году Земский собор принял решение вернуть закладчиков в государственное тягло и взыскать деньги с тех феодалов, кто их держал. Для этого был учреждён Сыскной приказ во главе с боярином Ю. Я. Сулешовым. Соборное Уложение 1649 года содержало посадскую реформу, согласно которой белые слободы в городах должны были полностью ликвидироваться. Всех «обелившихся» посадских надлежало «сыскивати и свозити на старые их посадские места, где кто живал наперед сего, безлетно ж и бесповоротно», «а кто чёрные люди, те свои дворы продадут или заложат: и тех чёрных людей за воровство бити кнутом». По новому уложению только третий сын посадского человека, став стрельцом, мог освободиться от тягла. Беглым посадским людям грозила ссылка в Сибирь. Был издан указ, предусматривавший смертную казнь за самовольный переход из одного посада в другой и за женитьбу вне посада.
В начале XVIII века произошёл переход сначала к подворному, а затем к подушному налогообложению, были учреждены управы частей города, и городские слободы прекратили существование.
- Немецкая слобода в Москве в конце XVII века. С гравюры Генриха де Витта. Первая половина листа
- Саввинская слобода под Звенигородом. Исаак Левитан, 1884 г.
- Чусовская слобода (иначе Государева слобода). 2009 г.

## Слободы в сельской местности
Слободы как интенсивно заселяемые округи известны в XV—XVI веках в Дмитровском уезде (Берендеева Слобода), Переславском (Великая Слобода, позднейший Слободской стан, Маринина Слобода), Галицком (Жилина Слободка). Когда речь шла об определенной округе, то слово «слобода» обычно стояло на втором месте, а когда о конкретном селении с антропонимическим названием, то на первом: Чечевкина слободка, Филисова слободка, Тутолмина слободка и т. д.

## Иноземческая слобода
С XVI века, когда в Москве появилась Немецкая слобода, существовали иноземческие слободы — место компактного поселения иностранцев в русских городах. Фактически они представляли собой автономный район города, однако в 1699 году указом Петра I были подчинены Бурмистерской палате.

## Слободские люди
Жители посадов и слобод назывались люди, с прибавлением эпитета: посадские, чёрной сотни, или определённой слободы.